# خلايا دوجيل
خلايا دوجيل(بالإنجليزية:Dogiel cells) هي نوع من الخلايا العصبية متعددة الأقطاب داخل العقد الودية أمام الفقرات. وقد سميت على اسم عالم التشريح وعلم وظائف الأعضاء الروسي ألكسندر دوجيل (1852-1922). تلعب خلايا دوجيل دورًا في الجهاز العصبي المعوي.

## أنواع
هناك سبعة أنواع من خلايا دوجيل.